# Budynek przy ul. Szosa Bydgoska 1 w Toruniu
Budynek przy ul. Szosa Bydgoska 1 w Toruniu – dawny Dom Sierot, od 1995 roku siedziba Caritasu diecezji toruńskiej. Budynek figuruje w gminnej ewidencji zabytków (nr 1239).
Budynek powstał w 1881 roku i pierwotnie pełnił funkcję Domu Sierot (Kinderheim). W 1901 roku w pobliżu budynku wzniesiono pomnik Ottona von Bismarcka (zburzony w 1926 roku). W okresie międzywojennym był siedzibą Ochronki Miejskiej, następnie szpitalem dziecięcym. 4 czerwca 1995 roku miało miejsce otwarcie Toruńskiego Centrum Caritasu. Po otwarciu Centrum rozpoczęto remont siedziby przy Szosie Bydgoskiej. Wyremontowany budynek został oddany do użytku 24 marca 1997 roku. Na terenie dawnego Domu Sierot odsłonięto kamień pamiątkowy poświęcony bł. Marii Karłowskiej.